# 셀비구

셀비구의 위치

셀비구(영어: Selby District)는 잉글랜드 노스요크셔주에 위치한 비도시 자치구로 중심 도시는 셀비이며 인구는 85,355명(2014년 기준), 면적은 599.3km2이다.